# Мюлинген
Мюлинген (нем. Mühlingen) — община в Германии, в земле Баден-Вюртемберг. 
Подчиняется административному округу Фрайбург. Входит в состав района Констанц.  Население составляет 2312 человек (на 31 декабря 2010 года). Занимает площадь 32,67 км².